# Perkowo (Grande-Pologne)
Pour les articles homonymes, voir Perkowo.
Perkowo (prononciation : [pɛrˈkɔvɔ]) est un village polonais de la gmina de Przemęt dans le powiat de Wolsztyn de la voïvodie de Grande-Pologne dans le centre-ouest de la Pologne.
Il se situe à environ 4 kilomètres au sud-ouest de Przemęt (siège de la gmina), à 16 kilomètres au sud-est de Wolsztyn (siège de la gmina et du powiat) et à 64 kilomètres au sud-ouest de Poznań (capitale régionale).

## Histoire
De 1975 à 1998, le village faisait partie du territoire de la voïvodie de Leszno.

Depuis 1999, Perkowo est situé dans la voïvodie de Grande-Pologne.
Le village possède une population de 543 habitants en 2011.